# حبس في غرف
كانت طريقة الحبس في الغرف طريقة للعقاب كانت تستخدم في دور رعاية الأطفال في ستافوردشاير، بإنجلترا في الثمانينيات من القرن العشرين. وقد كانت تشتمل على حبس الأطفال في غرف يطلق عليها اسم «غرف الحبس»، وكان ذلك يدوم في بعض الأحوال لأسابيع أو حتى لأشهر، بما يشبه حبس الأشخاص في السجون. وكان الأطفال يحتجزون في مكان حبس انفرادي لا يحتوي إلا على أقل القليل من الأثاث، حيث يحظر عليهم التحدث مع الآخرين ويقومون بمهام متكررة.
وقد تعرض 132 طفلاً على الأقل، ممن تتراوح أعمارهم بين تسعة أعوام وأكثر، لما أصبح يطلق عليه اسم «الحبس في الغرف» في الفترة بين 1983 و1989. وقد كانت فترة الحبس متغيرة، إلا أنها، في مرة من المرات، وصلت إلى 84 يومًا متصلاً. وكانت هذه العقوبة تستخدم نتيجة أنشطة مثل الهروب من دور الرعاية أو المدارس وسرقة الأشياء الصغيرة والتنمر والتهديد بالعنف. وقد تم عقد لجنة تحقيق أطلق عليها اسم «لجنة التحقيق في الحبس في الغرف» في الفترة بين عامي 1990 و1991، وترأسها آلان ليفي. وقد استغرفت تلك اللجنة 75 يومًا لتجميع الأدلة من 153 شاهدًا، وقامت بفحص حوالي 150 ألف صفحة من الوثائق التي تشتمل على 400 سجل أحداث في دور رعاية الأطفال. وتم إصدار تقرير مكون من 300 صفحة بعد حوالي عام من العمل.
وقد توصلت نتائج التقرير إلى أن تلك الممارسة كانت بالقطع خارج إطار أي شيء يمكن أن يوصف على أنه ممارسة جيدة لرعاية الأطفال. ومن وجهة نظر لجنة التحقيق، كانت تلك الممارسة غير أخلاقية وغير احترافية وغير مقبولة، كما أنها غير قانونية.